# Klaus L. Axelsen
Klaus Langballe Axelsen (født 2. november 1947 på Frederiksberg) er en forhenværende dansk officer i Flyvevåbnet.
Han er søn af Poul Erik Therkildsen (død 2000) og Grethe Axelsen (død 1976). Axelsen blev pilotuddannet i Flyvevåbnet, avancerede 1979 til kaptajn, 1984 til major, og som oberst blev han i 1990 chef for Flyvestation Aalborg, hvor han var indtil 1993. I 1994 blev Klaus Axelsen udnævnt til generalmajor og chef for Forsvarsstabens Operations- og Driftsstab. Fra 2002 var han chef for Flyvematerielkommandoen og 2004 direktør for Forsvarets Materieltjeneste.
General Jesper Helsø reformer af Forsvaret medførte angiveligt, at flere officerer, hvis ansvarsområder ville blive beskåret, forlod Forsvaret i 2006. Først forlod Klaus Axelsen Forsvaret i stedet for at tiltræde som chef med beskårede beføjelser for den nye Forsvarets Materieltjeneste. I stedet blev Klaus Axelsen ansat i A.P. Møller - Mærsk i en nyoprettet stilling som chef for Group Health, Safety & Environment med titel af Group Vice President.
Axelsen blev 1. oktober 2004 Kommandør af 1. grad af Dannebrogordenen og bærer også Hæderstegnet for god tjeneste ved Flyvevåbnet og Medaljen for Udmærket Lufttjeneste.
Han bor i Fredensborg, er gift med inspektør Lisbet Hybschmann Axelsen og har tre døtre.  